# Provincia de Baja California
La provincia de Baja California fue un territorio del Virreinato de Nueva España y posteriormente del Primer Imperio mexicano. La provincia surgió después de la división de Las Californias, que posteriormente pasaría a ser un territorio federal de los Estados Unidos Mexicanos.
En la actualidad esta región estaría distribuida en los estados federales mexicanos de Baja California y Baja California Sur. Aproximadamente la provincia llegó a medir 145 360 km².

## Historia

Mapa que representa la antigua región de Las Californias.

Después de la división de Las Californias, la Provincia de Baja California empezó a tener su propio gobierno y manejar su economía semi independientemente, dejó de compartir su gobierno con la Alta California y su nombre pasó de Vieja California a [Provincia de] Baja California, así como el de Nueva California a Alta California.
La provincia fue fundada en el Virreinato de Nueva España y después de la Independencia de México pasó a ser del Primer Imperio Mexicano en junio de 1822, cuando se produce la dimisión del último gobernador español José Darío Argüello. Después de que se diera el Plan de Casa Mata y la caída del Primer Imperio Mexicano, la provincia pasó a ser un territorio federal que se llamó Territorio de Baja California, posteriormente el territorio se dividió en dos, uno de ellos fue el Territorio Norte de Baja California, y el otro, Territorio Sur de Baja California.